# ارنان گامی
 ارنان گامی (انگلیسی: Hernán Gumy؛ زاده ۵ مارس ۱۹۷۲) یک تنیس‌باز اهل آرژانتین است.